# Calletaera consimilaria
Calletaera consimilaria is een vlinder uit de familie van de spanners (Geometridae). De wetenschappelijke naam van de soort is, als Luxiaria consimilaria, voor het eerst geldig gepubliceerd in 1897 door John Henry Leech. De combinatie in Calletaera werd in 2014 door Jiang, Xue & Han gemaakt.

## Type
- syntypes: "2 males en 2 females"
- instituut: BMNH, Londen, Engeland
- typelocatie: "China, Moupin; Omeishan"